# Dachfenster

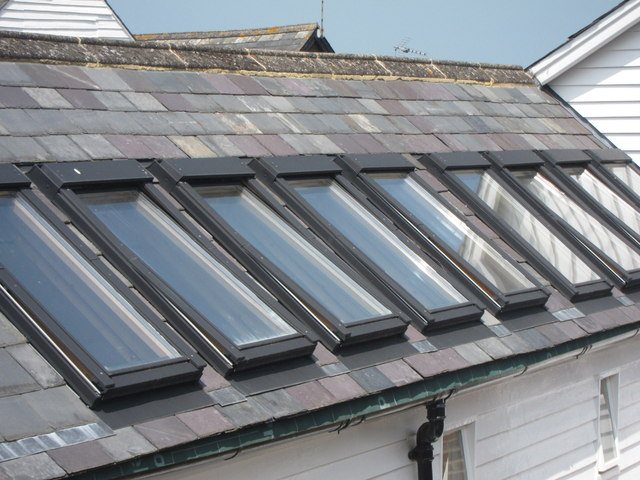
Liegende Dachfenster

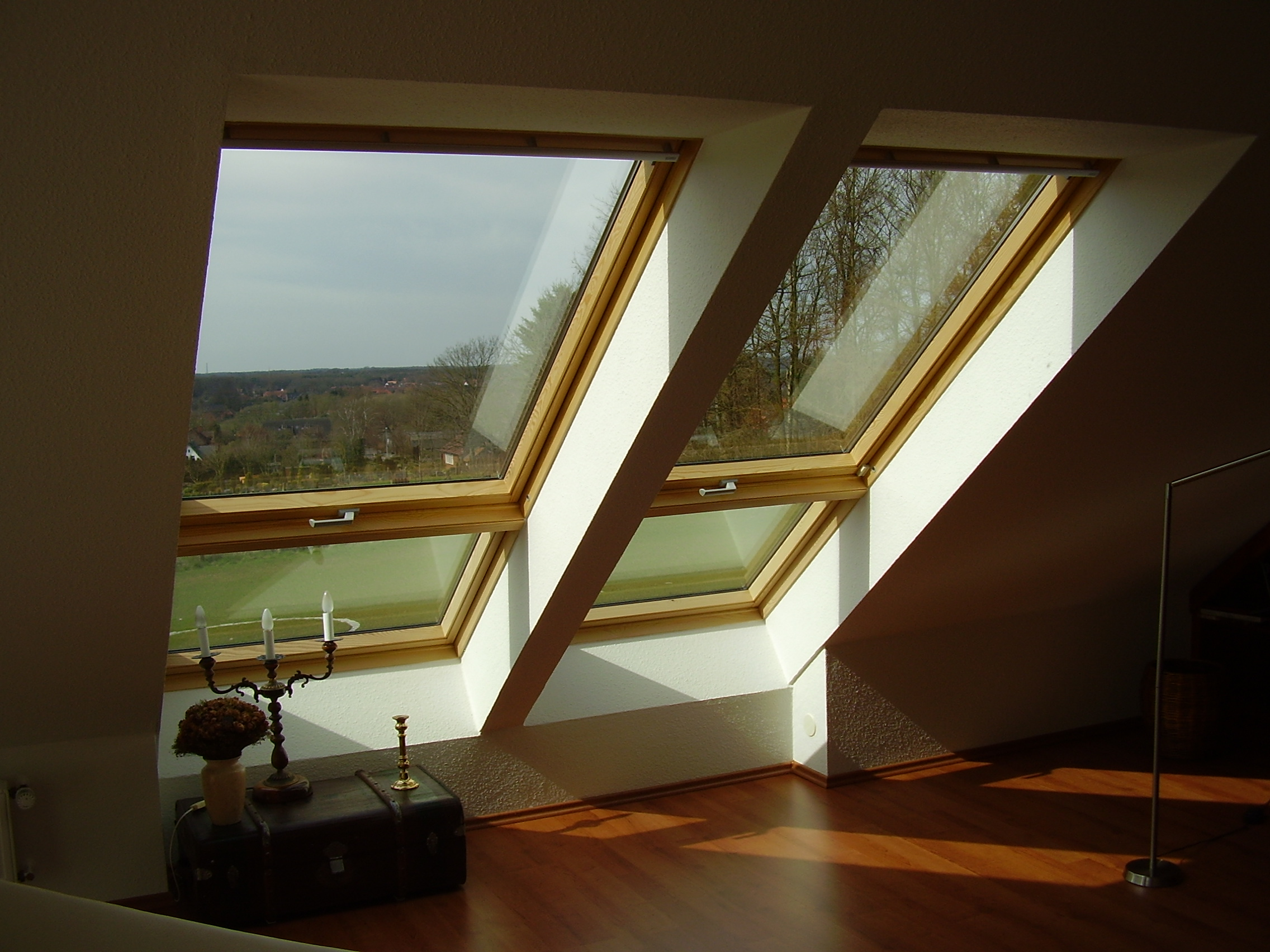
Innenansicht zweier Dachflächenfenster eines ausgebauten Dachraums

Das Dachfenster im Bauwesen ist eine Öffnung zur Belichtung und Belüftung des Dachraums. Bei zu Wohnzwecken ausgebauten Dächern bietet es überdies eine Aussicht in die Umgebung.

## Liegende und stehende Dachfenster

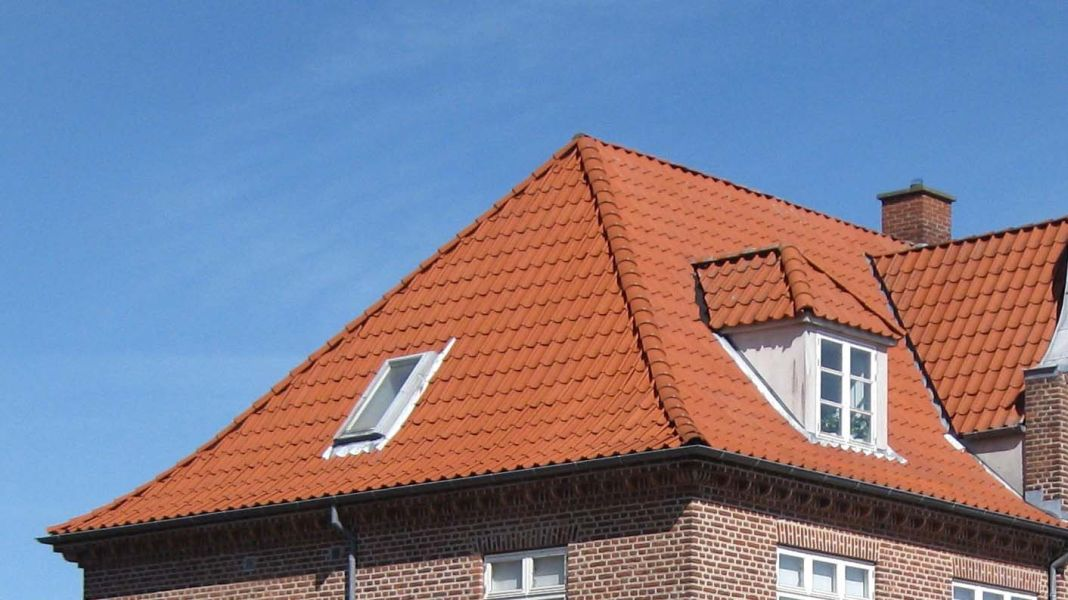
Liegendes (links) und stehendes Dachfenster in einem Walmdach

Man unterscheidet liegende Dachfenster, die (mit hochstellbaren Klappfügeln) in der geneigten Dachfläche liegen und stehende Dachfenster mit senkrechter Fensterfläche in Gauben oder Zwerchhäusern. Stehende Dachfenster unterscheiden sich baukonstruktiv und gestalterisch nicht von normalen Fenstern in den Fassaden.

## Dachflächenfenster
Liegende Dachfenster haben in der Regel denselben Neigungswinkel wie das Dach und werden im modernen Bauwesen üblicherweise als Dachflächenfenster bezeichnet.
Als Ende der 1960er und Anfang der 1970er Jahre die ersten sogenannten Thermopane-Scheiben in Dachflächenfenster eingebaut wurden und die technische Entwicklung eine Verbesserung der Dämmeigenschaften erbrachte, konnten die Fensterflächen erheblich vergrößert werden, was eine Steigerung der Wohnqualität in ausgebauten Dächern ergab. Liegende Dachfenster werden heute industriell vorgefertigt und sind in der Breite auf die üblichen Sparrenabstände abgestimmt. Da sie relativ einfach einzubauen sind, kommen sie oft bei einem nachträglichen Ausbau des Dachraums zum Einsatz. Zum Öffnen lassen sie sich in der Regel um ihre waagerechte Mittelachse kippen. Vermehrt sind die Fenster auch kombiniert sowohl mit einer Mittelachse als mit einem Drehpunkt am oberen Ende des Rahmens zum Öffnen, sogenannte Klapp-Schwingfenster.
An die Traufe angrenzende Dachflächenfenster können mit einem im darunter im Kniestock liegendem Fenster zu einem Fassadenanschlussfenster kombiniert werden.

### Dachluke, Ausstiegsfenster

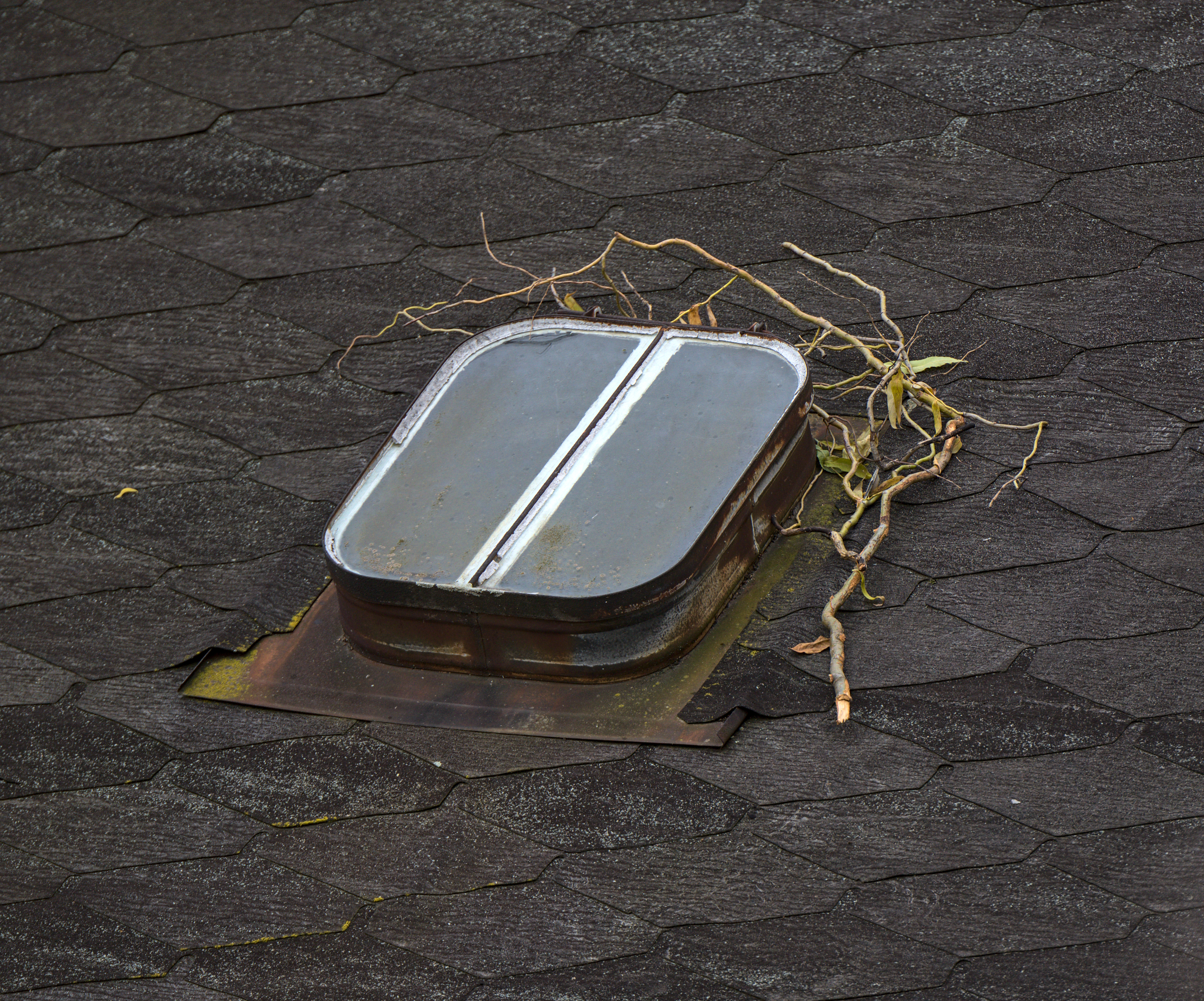
Dachluke (Ausstiegsfenster)

Die Dachluke ist ein kleines liegendes Dachfenster, das vor allem bei unausgebauten Dachräumen (Dachböden) zum Einsatz kommt und der sparsamen Belichtung dient.
Ausstiegsfenster funktionieren im alltäglichen Gebrauch wie gewöhnliche liegende Dachfenster, ermöglichen aber zusätzlich den Ausstieg für Arbeiten auf dem Dach (Dachdecker, Schornsteinfeger, Antennenmonteur etc.). Ab einer bestimmten Größe können Ausstiegsfenster im Notfall auch als Notausstieg und zusätzlicher Rettungsweg dienen.
Ein vor dem Ausstiegsfenster angeordneter Dachaustritt kann als eine Alternative zum Dachbalkon genutzt werden. Es gibt dafür eine Bauweise, bei der sich das obere Teil des Dachfensters bis zu 45° öffnen lässt, der untere Teil wird herausgedrückt und es klappen sich Seitengeländer auf. Diese Variante spart Platz und ist schnell aus- und einklappbar. Der Dachaustritt ist ebenfalls als Rettungsweg geeignet.

### Sonnenschutz
Da Fenster besonders im Sommer einer erhöhten Wärmeeinstrahlung ausgesetzt sein können, werden sie oft mit einem außen- oder innenliegenden Sonnenschutzrollo versehen, oder gänzlich mit sogenanntem „Intelligenten Glas“ versehen. Die außenliegenden Rollos bieten zwar einen besseren Wärmeschutz, sind jedoch windanfällig.

## Oberlicht

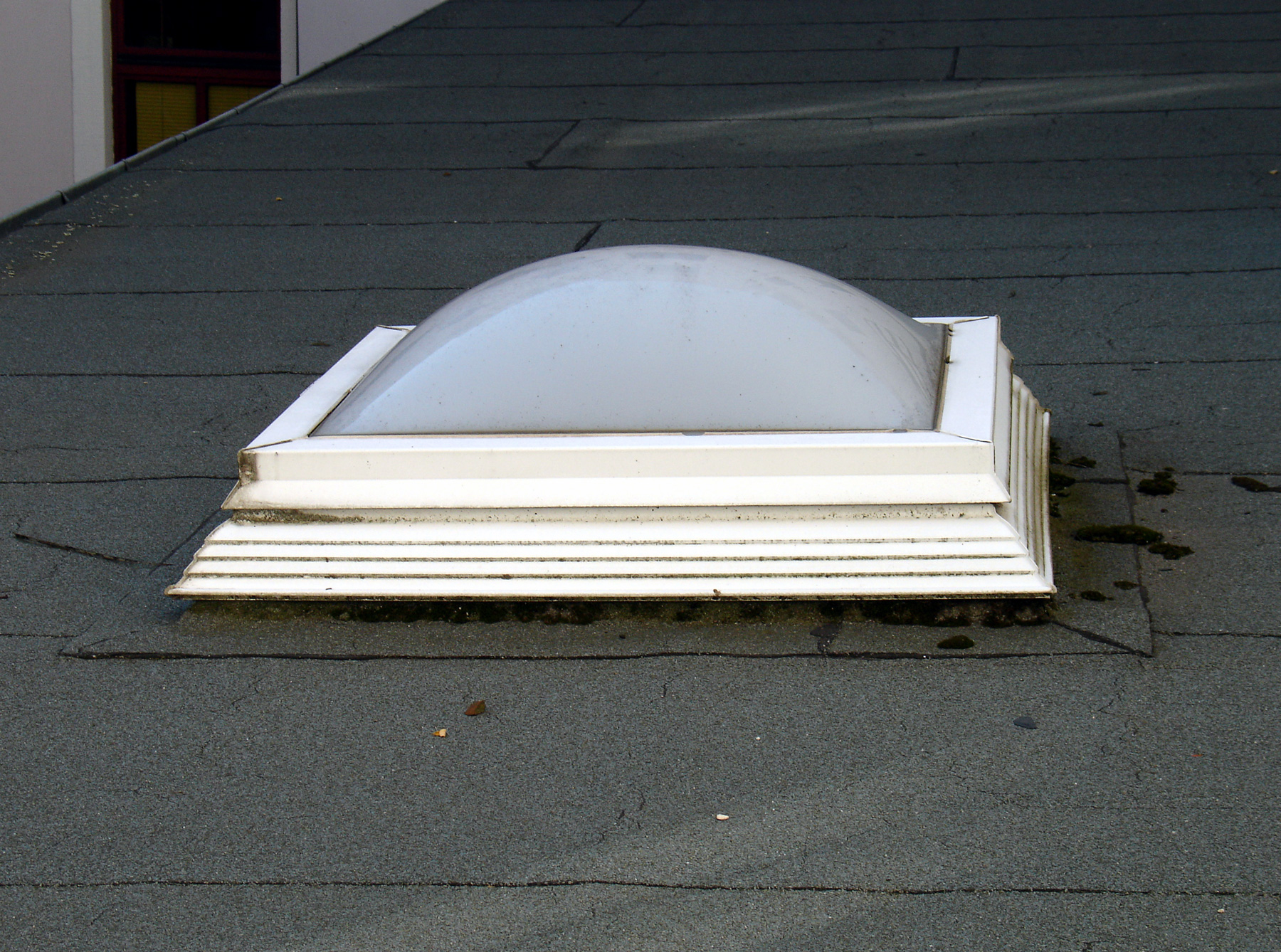
Oberlicht

Das Oberlicht ist eine Fensteröffnung in der Decke eines Raumes und kommt häufiger bei flachen oder leicht geneigten Dächern zur Anwendung. Es bietet im Unterschied zum regulären Dachfenster keinen Ausblick auf die Umgebung, sondern dient in erster Linie der Belichtung des Innenraums.

## Normen und Standards
Für Dachfenster sind folgende Normen relevant:
- DIN 276 Kosten im Bauwesen / ÖNORM B 1801-1 Bauprojekt- und Objektmanagement: Kostengruppe 362 Dachfenster, Dachöffnungen
- DIN 5034-3,6 Tageslicht in Innenräumen – Teil 3 Berechnung und insb. Teil 6: Vereinfachte Bestimmung zweckmäßiger Abmessungen von Oberlichtöffnungen in Dachflächen

Zu wärmetechnischen Eigenschaften:
- EN ISO 10077-1 Wärmetechnisches Verhalten von Fenstern, Türen und Abschlüssen – Berechnung des Wärmedurchgangskoeffizienten – Teil 1: Allgemeines
- EN ISO 12567-2 Wärmetechnisches Verhalten von Fenstern und Türen – Bestimmung des Wärmedurchgangskoeffizienten mittels Heizkastenverfahrens – Teil 2: Dachflächenfenster und andere auskragende Fenster

Relevant sind auch diverse Normen des baulichen Brandschutzes:
- EN 14351-1 Fenster und Türen – Produktnorm, Leistungseigenschaften – Teil 1: Fenster und Außentüren ohne Eigenschaften bezüglich Feuerschutz und/oder Rauchdichtheit
- DIN 18232 Rauch- und Wärmefreihaltung zu Rauch- und Wärmeabzug im Dachraum

Zum Zubehör:
- EN 12833 Rollläden für Dachflächenfenster und Wintergärten – Widerstand gegen Schneelast – Prüfverfahren
- EN 1627  Einbruchhemmende Bauprodukte